# Marianne

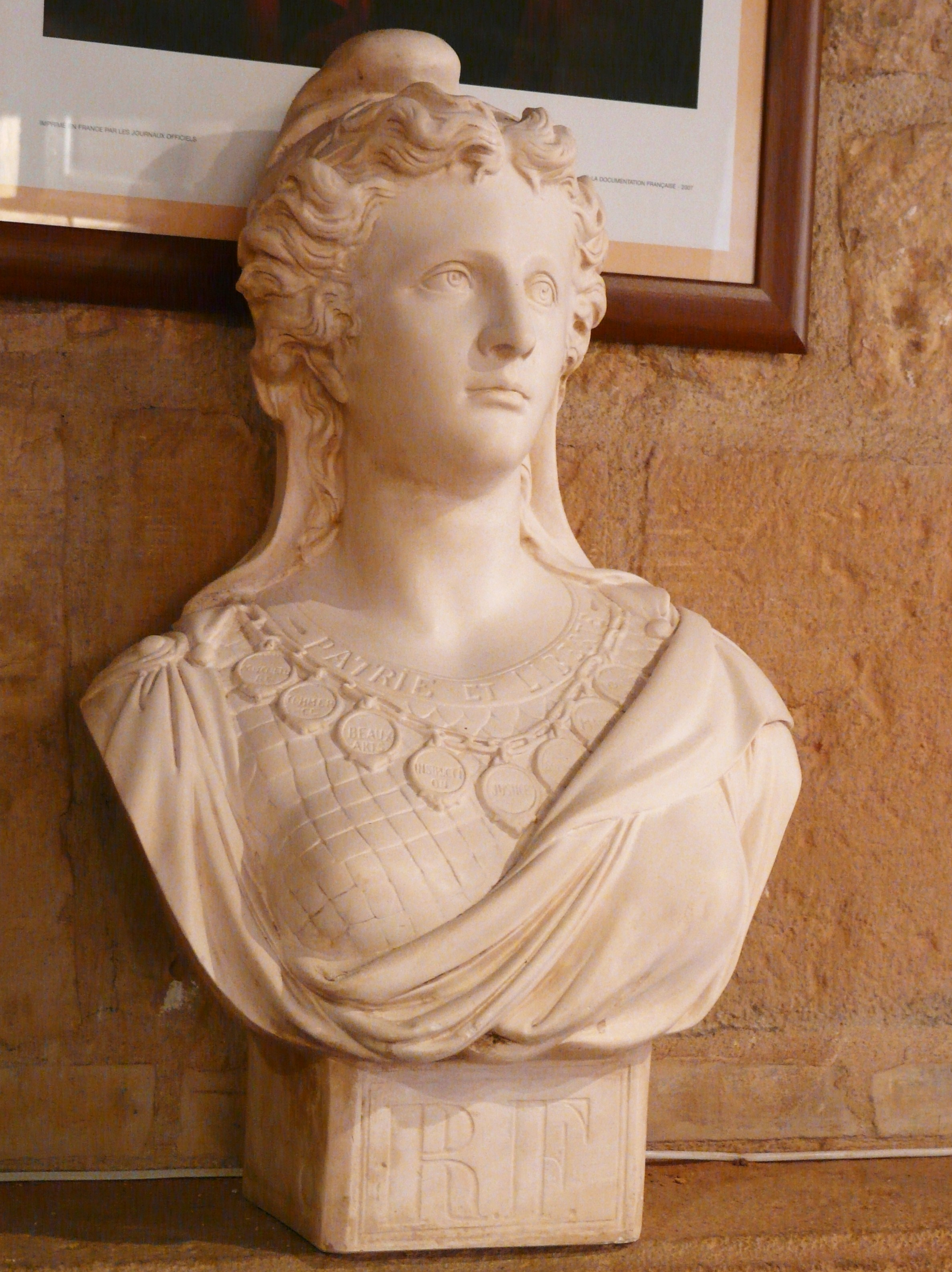
Marianne mellszobra, Dordogne, Franciaország

Marianne a francia köztársaság allegorikus alakja. Eredete egy okcitán dalocskához kapcsolódik: „La garisou de Marianno”, ami nagyon népszerű volt a francia forradalom idején. Egyfajta népi jelkép. Szokás a polgármesteri hivatalokat Marianne-szoborral díszíteni, illetve Marianne-t népszerű színésznőkről megmintázni.

## Néhány híres Marianne
- Brigitte Bardot
- Catherine Deneuve
- Laetitia Casta
- Mireille Mathieu
- Evelyne Thomas

## Mindennapokban
- bélyegeken
- pénzérméken (például az euró centjén)
- logóként

## Folyóirat
A Marianne egy 1997-ben Jean-François Kahn által alapított francia havilap. A lap erőteljesen képromboló és provokatőr.